# Futbol'nyj Klub Kuban'
Il Futbol'nyj Klub Kuban' (in russo Футбольный клуб Кубань?), noto semplicemente come Kuban' e internazionalmente come Kuban' Krasnodar, è una società calcistica russa che ha sede nella città di Krasnodar.

## Storia

### Epoca sovietica
Il club venne fondato con il nome di Dinamo nel 1928 e venne ridenominato Neftyanik nel 1954, Kuban nel 1958 e Spartak nel 1960, prima di assumere la denominazione attuale nel 1963.
Ha preso parte alla prima coppa sovietica nel 1936, per poi prendere parte al campionato solo a partire dal 1949.
Giocò per lo più in seconda serie, riuscendo ad arrivare alla massima serie nel triennio 1980-1982, raggiungendo il miglior risultato nel 1981 con un tredicesimo posto.

### Epoca russa
Dopo la dissoluzione dell'Unione Sovietica nel 1992, il club venne iscritto nella seconda divisione del nuovo campionato russo, venendo immediatamente retrocesso in terza divisione. Dal 2004 al 2007 la squadra ha giocato in Prem'er-Liga, ritornandoci nel 2009. In tale stagione la squadra è stata retrocessa insieme al Khimki totalizzando 28 punti.
Già nella stagione seguente, però, vinse il campionato di seconda serie, tornando immediatamente in Prem'er-Liga. Nella stagione 2014/2015 è arrivata per la prima volta a disputarsi la finale della Coppa di Russia, persa contro la Lokomotiv Mosca ai supplementari.
Grazie al quinto posto ottenuto nella Prem'er-Liga 2012-2013 acquisisce il diritto di partecipare alla UEFA Europa League 2013-2014: qui supera due turni europei contro Motherwell e Feyenoord, accedendo così alla fase a gironi di una competizione europea per la prima volta nella sua storia, ma viene eliminato finendo terzo nel girone.
Nella Prem'er-Liga 2015-2016 si piazza al quattordicesimo posto e retrocede in PFN Ligi. Nella stagione successiva arriva solo settimo e non riesce a essere promosso, rimanendo in PFN Ligi per la stagione 2017-2018.
Il 17 maggio 2018, dopo il nono posto in campionato, viene annunciata la dissoluzione del club a causa della bancarotta.
Il 5 agosto 2018, grazie ad alcuni tifosi ed ex giocatori del Kuban', il club riprende vita, giocando la prima partita nella lega regionale di Krasnodar, campionato dilettantistico.

## Strutture

### Stadio
Lo Stadio Kuban', che ne ospita le partite interne, ha una capacità di 28.800 spettatori.

## Allenatori e presidenti
...
- 1974:  Gennadij Matveev

...
- 1998-2000:  Soferbij Ešuhov
- 2000:  Fёdor Ščerbačenko
- 2000-2001:  Aleksandr Irchin
- 2001-2002:  Oleg Dolmatov
- 2003-2004:  Nikolaj Južanin
- 2004:  Soferbij Ešugov
- 2004:  Leonid Nazarenko
- 2005:  Jozef Chovanec
- 2006-2007:  Pavlo Jakovenko
- 2007:  Leonid Nazarenko
- 2007:  Soferbij Ešugov
- 2007-2008:  Aleksandr Tarchanov
- 2008:  Sergéj Pavlov
- 2008:  Poghos Galstyan
- 2008:  Oleh Protasov
- 2009:  Sergej Ovčinnikov
- 2009:  Poghos Galstyan
- 2009-2012:  Dan Petrescu
- 2012-2013:  Jurij Krasnožan
- 2013:  Leanid Kučuk
- 2013:  Dorinel Munteanu
- 2013-2014:  Viktar Hančarėnka
- 2014-2015:  Leanid Kučuk
- 2015:  Dmitrij Chochlov
- 2015:  Sergéj Tašuev
- 2016:  Igor Osinkin
- 2016:  Dan Petrescu

## Palmarès

### Competizioni nazionali
- Pervaja Liga: 1

1962 (Girone 3 russo e Girone finale russo)
- Vtoraja Liga: 3

1973 (Girone 3), 1977 (Girone 3 e finale), 1987 (Girone 3 e finale C)
- Pervenstvo Futbol'noj Nacional'noj Ligi: 1

2010
- Vtoroj divizion: 2

1999 (Girone Sud), 2000 (Girone Sud)

### Altri piazzamenti
- Pervaja Liga:

Secondo posto: 1979
- Coppa di Russia:

Finalista: 2014-2015
- PFN Ligi:

Secondo posto: 2003, 2008
Terzo posto: 2001
- Vtoroj divizion:

Secondo posto: 1995 (Girone Ovest)